# Кнапп, Людвиг
Людвиг Кнапп (нем. Ludwig Knapp; 20 февраля 1821 — 8 ноября 1858) — немецкий юрист и поэт; являлся доцентом права в Гейдельбергском университете; опубликовал работы «Heidenlieder» (Мангейм, 1848) и «System der Rechtsphilosophie» (Эрланген, 1857) — последняя вызвала критику со стороны Людвига Фейербаха и была переиздана в 1963 году. В 1848 году Кнапп женился на Огюсте Фридерике Хут (1813—1864), дочери врача.